# Kaman K-MAX
El Kaman K-1200 K-MAX es un helicóptero estadounidense con rotores entrelazados construido por Kaman Aircraft. Está optimizado para operaciones de carga externa, y es capaz de elevar una carga útil de más de 2700 kg, que es más del peso en vacío del helicóptero.

## Desarrollo del proyecto
Al finalizar la Segunda Guerra Mundial, el ingeniero alemán Anton Flettner (página en alemán), que había creado y desarrollado, perfecccionándolo totalmente, los denominados "sincrópteros" de rotores entrelazados, un helicóptero con dos pares de rotores que se mueven sincrónicamente mientras giran en direcciones opuestas, montados uno junto al otro pero con un ligero grado de inclinación, fue llevado a los Estados Unidos en medio de la Operación Paperclip. Ya en 1940 había desarrollado completamente el primer "sincróptero" completamente funcional, el Flettner Fl 282 "Kolibrí", el único helicóptero funcional empleado durante la Guerra. Pronto, fue nombrado ingeniero jefe de la Empresa norteamericana Kaman, que daba sus primeros pasos con esta clase de aeronaves, diseñando la base de los que serían desde entonces afamados helicópteros de la marca.
Flettner había resuelto bien y limpiamente los problemas prácticos que ofrecían los rotores entrelazados, obteniendo de esta forma las innumerables ventajas que el sistema ofrecía: economía de energía, al no requerir un rotor de cola o sus equivalentes, para lograr compensar el desequilibrio que provocaban dos par motor opuestos; una estabilidad a toda prueba, de la cual carecen los helicópteros convencionales a causa de, precisamente, el rotor de cola; y finalmente, la hercúlea capacidad de elevar carga. Es indudable que todas estas cualidades distinguen al K-Max.
Flettner había triunfado donde muchos otros diseños habían fracasado, inclusive después de haberse conocido y difundido su creación en Francia y los Estados Unidos.

## Operadores

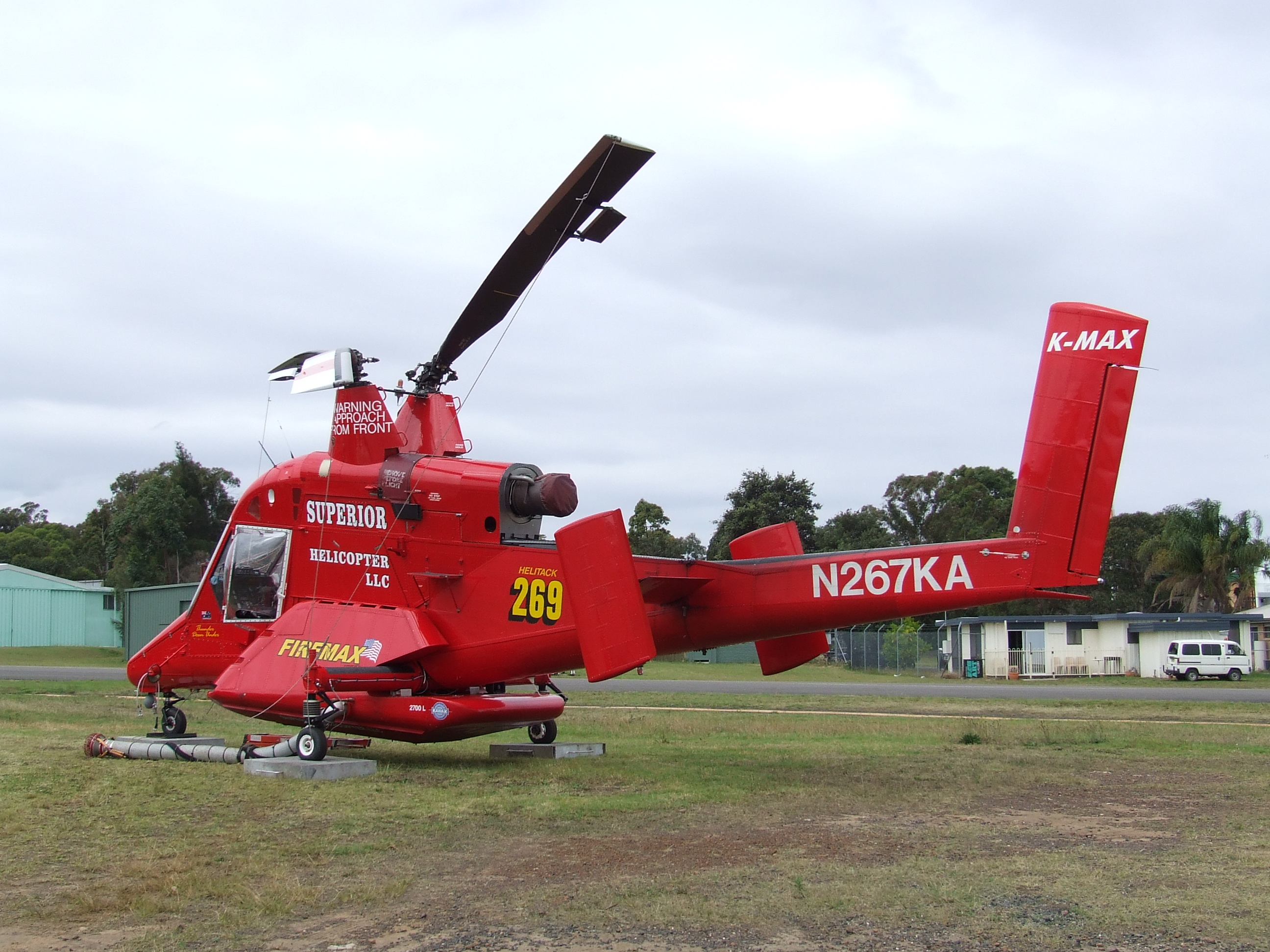
Superior Helicopter configurado para extinción aérea.

Colombia
Aviación del Ejército Nacional de Colombia
 Estados Unidos
Swanson Group Aviation
 Alemania
HELOG

## Especificaciones
Referencia datos: K-MAX Performance and Specs

### Características generales
- Tripulación: 1
- Carga: 2722 kg (5999,3 lb)
- Longitud: 15,8
- Diámetro rotor principal: 14,7
- Altura: 4,14
- Peso vacío: 2334 kg (5144,1 lb)
- Peso útil: 3109 kg (6852,2 lb)
- Peso máximo al despegue: 5443 kg (11 996,4 lb)
- Planta motriz: 1× Turboeje Lycoming T53-L-703.
  - Potencia: 1800 kW (2482 HP; 2448 CV)
- Hélices: 2× Rotores entrelazados bipala por motor.

### Rendimiento
- Velocidad máxima operativa (Vno): 185 km/h (115 MPH; 100 kt)
- Velocidad crucero (Vc): 148 km/h (92 MPH; 80 kt)
- Alcance: 494 km (267 nmi; 307 mi)

### Desarrollos relacionados
- Kaman HH-43 Huskie

### Aeronaves similares
- Kamov Ka-26
- Kamov Ka-226

### Secuencias de designación
- Secuencia K-_ (interna de Kaman): ← K-600 - K-700 - K-1125 - K-1200 K-Max - KSA-100
- Secuencia _Q-_ (Vehículos aéreos no tripulados estadounidenses, 1962-presente): ← Q-21 - Q-22 - Q-23 - Q-24 - Q-25 - Q-26 - Q-27 →

### Listas relacionadas
- Anexo:Aeronaves de la Fuerza Aérea de los Estados Unidos (históricas y actuales)